# Jani Virtanen
Jani Tapani Virtanen (Turku, 6 maggio 1988) è un ex calciatore finlandese, di ruolo attaccante.

## Carriera

### Club
Cresciuto calcisticamente nel TPS, esordì nel 2004 nella Veikkausliiga proprio con la squadra di Turku, sua città natale. Nella stagione 2006-2007 è stato acquistato dall'Udinese, con cui ha firmato un contratto fino al 2011. In maglia bianconera ha esordito in Serie A il 23 dicembre 2006, giocando gli ultimi minuti di Udinese-Milan (0-3). Nella stagione 2007-2008 ha giocato esclusivamente con la squadra Primavera, senza mai scendere in campo con la prima squadra.
Nel calciomercato estivo del 2008 è stato acquistato in comproprietà dal Sorrento.
L'esperienza campana è breve poiché già il 2 febbraio 2009 si trasferisce in prestito al Chimki, club russo.
Terminata l'esperienza russa Virtanen torna all'Udinese che lo cederà a titolo definitivo nella squadra che lo lanciò: il TPS, co cui vinse la coppa di Finlandia 2010.
Al Turun Palloseura rimane nuovamente pochi mesi, venendo ingaggiato il 1º agosto 2010 dal JJK, restandovi sino al 2013.
Dopo aver giocato una stagione nel RoPS ed in quella seguente allo Jaro. Ritorna al TPS nel 2016 con cui vinse il campionato cadetto 2017.

### Nazionale
Ha esordito in nazionale under 17 il 16 settembre 2003, nella vittoria interna contro Malta per tre a zero.

## Statistiche

### Presenze e reti nei club
Statistiche aggiornate al 27 luglio 2016.
| Stagione        | Squadra          | Campionato      | Campionato | Campionato | Coppe nazionali | Coppe nazionali | Coppe nazionali | Coppe continentali | Coppe continentali | Coppe continentali | Altre coppe | Altre coppe | Altre coppe | Totale | Totale |
| Stagione        | Squadra          | Comp            | Pres       | Reti       | Comp            | Pres            | Reti            | Comp               | Pres               | Reti               | Comp        | Pres        | Reti        | Pres   | Reti   |
| --------------- | ---------------- | --------------- | ---------- | ---------- | --------------- | --------------- | --------------- | ------------------ | ------------------ | ------------------ | ----------- | ----------- | ----------- | ------ | ------ |
| 2004            | Turun Palloseura | A               | X          | X          | CL+CF           | X               | X               | -                  | -                  | -                  | -           | -           | -           | X      | X      |
| 2005            | Turun Palloseura | A               | X          | X          | CL+CF           | X               | X               | -                  | -                  | -                  | -           | -           | -           | X      | X      |
| 2006            | Turun Palloseura | A               | X          | X          | CL+CF           | X               | X               | -                  | -                  | -                  | -           | -           | -           | X      | X      |
| Totale TPS      | Totale TPS       | Totale TPS      | 15         | 1          |                 | X               | X               |                    |                    |                    |             |             |             | X      | X      |
| 2006-2007       | Udinese          | A               | 1          | 0          | CI              | 2               | 0               | -                  | -                  | -                  | -           | -           | -           | 3      | 0      |
| 2007-2008       | Udinese          | A               | 0          | 0          | CI              | 0               | 0               | -                  | -                  | -                  | -           | -           | -           | 0      | 0      |
| Totale Udinese  | Totale Udinese   | Totale Udinese  | 1          | 0          |                 | 2               | 0               |                    |                    |                    |             |             |             | 3      | 0      |
| 2008-2009       | Sorrento         | PD              | 3          | 0          | CI+CI-LP        | 2+3             | 1+0             | -                  | -                  | -                  | -           | -           | -           | 8      | 1      |
| Totale Sorrento | Totale Sorrento  | Totale Sorrento | 3          | 0          |                 | 5               | 1               |                    |                    |                    |             |             |             | 8      | 1      |
| 2009            | Chimki           | A               | 3          | 0          | CR              | 0               | 0               | -                  | -                  | -                  | -           | -           | -           | 0      | 0      |
| Totale Chimki   | Totale Chimki    | Totale Chimki   | 3          | 0          |                 | 0               | 0               |                    |                    |                    |             |             |             | 3      | 0      |
| 2009-2010       | Udinese          | A               | 0          | 0          | CI              | 0               | 0               | -                  | -                  | -                  | -           | -           | -           | 0      | 0      |
| Totale Udinese  | Totale Udinese   | Totale Udinese  | 0          | 0          |                 | 0               | 0               |                    |                    |                    |             |             |             | 0      | 0      |
| 2010            | Turun Palloseura | A               | 7          | 0          | CL+CF           | 0               | 0               | EL                 | 1                  | 0                  | -           | -           | -           | 8      | 0      |
| Totale TPS      | Totale TPS       | Totale TPS      | 7          | 0          |                 | 0               | 0               |                    | 1                  | 0                  |             |             |             | 8      | 0      |
| 2010            | JJK              | A               | 9          | 0          | CL+CF           | 0               | 0               | -                  | -                  | -                  | -           | -           | -           | 9      | 0      |
| 2011            | JJK              | A               | 29         | 4          | CL+CF           | 9               | 5               | -                  | -                  | -                  | -           | -           | -           | 38     | 9      |
| 2012            | JJK              | A               | 20         | 0          | CL+CF           | 6               | 1               | -                  | -                  | -                  | -           | -           | -           | 26     | 1      |
| 2013            | JJK              | A               | 28         | 1          | CL+CF           | 7               | 0               | -                  | -                  | -                  | -           | -           | -           | 35     | 1      |
| Totale JJK      | Totale JJK       | Totale JJK      | 86         | 5          |                 | 22              | 6               |                    |                    |                    |             |             |             | 108    | 11     |
| 2014            | RoPS             | A               | 20         | 0          | CL+CF           | 5               | 1               | EL                 | 2                  | 0                  | -           | -           | -           | 27     | 1      |
| Totale RoPS     | Totale RoPS      | Totale RoPS     | 20         | 0          |                 | 5               | 1               |                    | 2                  | 0                  |             |             |             | 27     | 1      |
| 2015            | Jaro             | A               | 26         | 2          | CL+CF           | 3               | 0               | -                  | -                  | -                  | -           | -           | -           | 29     | 2      |
| Totale Jaro     | Totale Jaro      | Totale Jaro     | 26         | 2          |                 | 3               | 0               |                    |                    |                    |             |             |             | 29     | 2      |
| 2016            | Turun Palloseura | A               | 11         | 2          | CF              | 0               | 0               | -                  | -                  | -                  | -           | -           | -           | 8      | 0      |
| Totale TPS      | Totale TPS       | Totale TPS      | 11         | 2          |                 | 0               | 0               |                    |                    |                    |             |             |             | 11     | 2      |
| Totale          | Totale           | Totale          | 172        | 10         |                 | 37+             | 8+              |                    | 3                  | 0                  |             |             |             | 212+   | 18+    |

## Palmarès

### Club

#### Competizioni nazionali
- Coppa Italia Lega Pro: 1

Sorrento: 2008-2009
- Suomen Cup: 1

TPS: 2010
- Ykkönen: 1

TPS: 2017